# Estadio Niko Dovana
El Estadio Niko Dovana (anteriormente estadio Lokomotiv) es un estadio multiusos de la ciudad de Durrës, Albania. Fue inaugurado en 1967 y es desde entonces el hogar del Teuta Durrës, club que actúa en la Superliga de Albania, la máxima categoría del fútbol albanés. El estadio lleva desde 2001 el nombre del legendario futbolista albanés Niko Dovana.
La Selección de fútbol de Albania jugó por única vez en el estadio el 11 de agosto de 2010, en partido amistoso contra Uzbekistán.